# Standardisierung (Epidemiologie)
Mit dem Begriff Standardisierung werden in der Epidemiologie zwei unterschiedliche Verfahren zur Berechnung von Maßzahlen bezeichnet, die inhaltlich sinnvolle Vergleiche von Populationen ermöglichen können. Grundlegend muss zwischen der direkten und indirekten Standardisierung unterschieden werden.
Häufig wird in der Epidemiologie, beispielsweise bei der Präsentation von Ergebnissen aus Krebsregistern, eine Standardisierung von Maßzahlen hinsichtlich der Geschlechts- und Altersstruktur vorgenommen. Bei einem entsprechenden Vorgehen wird dann von Geschlechts- und Altersstandardisierung und von geschlechts- und altersstandardisierten Ergebnissen bzw. Maßzahlen gesprochen. Grundsätzlich kann eine Standardisierung jedoch auch im Hinblick auf beliebige andere Strukturmerkmale und Kombinationen von Strukturmerkmalen vorgenommen werden. Nur zur Vereinfachung der Lesbarkeit beschränken sich die nachfolgenden Erläuterungen und Beispiele ausschließlich auf Altersstandardisierungen.

## Direkte Standardisierung

### Ziel und Voraussetzungen
Ziel der direkten Altersstandardisierung ist die Berechnung von Maßzahlen zu Populationen, wobei die berechneten Maßzahlen möglichst unabhängig von der Altersstruktur in den einzelnen Populationen und damit auch vergleichbar zwischen Populationen mit unterschiedlichen Altersstrukturen sein sollen.
Voraussetzung für eine direkte Altersstandardisierung ist die Verfügbarkeit von separat ermittelten Maßzahlen zu allen bei der jeweiligen Standardisierung berücksichtigten Altersgruppen in allen betrachteten Populationen.
Durch die direkte Standardisierung können Ergebnisse aus unterschiedlichen Populationen sowie auch aus unterschiedlichen Studien – unabhängig von Unterschieden bezüglich der Altersstruktur – adäquat verglichen werden. Eine direkte Altersstandardisierung setzt dabei allerdings relativ große Populationen voraus, um innerhalb von enger gefassten Altersgruppen statistisch hinreichend stabile Maßzahlen errechnen zu können. Bei weiter gefassten Altersgruppen bleiben ggf. unterschiedliche Altersverteilungen innerhalb der Gruppen unberücksichtigt.

### Vorgehen
Für die Berechnung direkt altersstandardisierter Maßzahlen wird für alle betrachteten Populationen eine einheitliche (fiktive) Altersstruktur, nämlich die einer sogenannten Standardpopulation, festgelegt (s. u.). Aus den (realen) Angaben zu altersgruppenspezifischen Maßzahlen in einer betrachteten Population und den Angaben zur Besetzung von Altersgruppen in der vereinbarten Standardpopulation wird eine (fiktive) Maßzahl berechnet, die bei einer Altersgruppenbesetzung wie in der Standardpopulation resultieren würde, wenn in einzelnen Altersgruppen genau die altersspezifischen Maßzahlen der jeweils betrachteten Population gelten würden (vgl. Beispiel). Dies ist dann der direkt altersstandardisierte Wert für die betrachtete Population (Anmerkung: Das Vorgehen der direkten Altersstandardisierung entspricht dem einer gewichteten Zusammenfassung von Ergebnissen aus Altersgruppen; identische Ergebnisse können auch durch statistische Berechnungen mit gewichteten Einzelbeobachtungen ermittelt werden).

### Berechnungsbeispiel
| Fiktives Problembeispiel: Für die zwei Stadtteile A und B mit jeweils 30.000 Einwohnern werden Erkrankungsraten ermittelt. In Stadtteil A erkrankten insgesamt 900 Einwohner, womit sich eine Erkrankungsrate von 30 Erkrankten je 1.000 Einwohner ergibt. In Stadtteil B erkrankten demgegenüber 2.020 Einwohner, womit sich eine Erkrankungsrate von 67,3 Erkrankten je 1.000 Einwohner berechnen lässt. Offensichtlich erkranken in Stadtteil B damit mehr als doppelt so viele Menschen wie in Stadtteil A, was auf eine Gesundheitsgefährdung in Stadtteil B hindeuten könnte. Andererseits könnte jedoch auch eine unterschiedliche Altersstruktur der beiden Stadtteile für die Unterschiede verantwortlich sein. |

Für beide Stadtteile A und B müssen für die direkte Standardisierung zunächst Erkrankungsraten in einzelnen Altersgruppen berechnet werden (zur Vereinfachung der Übersichtlichkeit werden im Beispiel lediglich drei Altersgruppen differenziert):
| Alter     | Einwohner | Erkrankte | je 1.000 A |
| --------- | --------- | --------- | ---------- |
| 0 bis 49  | 20.000    | 200       | 10         |
| 50 bis 64 | 8.000     | 400       | 50         |
| ab 65     | 2.000     | 300       | 150        |
| Gesamt    | 30.000    | 900       | 30         |

| Alter     | Einwohner | Erkrankte | je 1.000 B |
| --------- | --------- | --------- | ---------- |
| 0 bis 49  | 12.000    | 120       | 10         |
| 50 bis 64 | 8.000     | 400       | 50         |
| ab 65     | 10.000    | 1.500     | 150        |
| Gesamt    | 30.000    | 2.020     | 67,3       |

Entscheidend für die weiteren Berechnungen sind die altersspezifischen Erkrankungsraten aus beiden Populationen (hier als Erkrankte je 1.000 Einwohner angegeben). Diese werden verwendet, um (fiktive) Erkranktenzahlen für Stadtteil A und Stadtteil B zu berechnen, wobei beide  Populationen so betrachtet werden, als ob sie eine identische Altersstruktur wie eine zuvor (willkürlich) ausgewählte Standardpopulation aufweisen würden. Im vorliegenden Fall wurde einfach eine Standardpopulation aus den Summen der Altersgruppenbesetzungen von Stadtteil A und B gebildet.
| Alter     | Stand.Pop. | Erkrankte je 1.000 A | Erkrankte (fikt.) |
| --------- | ---------- | -------------------- | ----------------- |
| 0 bis 49  | 32.000     | 10                   | 320               |
| 50 bis 64 | 16.000     | 50                   | 800               |
| ab 65     | 12.000     | 150                  | 1.800             |
| Gesamt    | 60.000     |                      | 2.920             |

| Alter     | Stand.Pop. | Erkrankte je 1.000 B | Erkrankte (fikt.) |
| --------- | ---------- | -------------------- | ----------------- |
| 0 bis 49  | 32.000     | 10                   | 320               |
| 50 bis 64 | 16.000     | 50                   | 800               |
| ab 65     | 12.000     | 150                  | 1.800             |
| Gesamt    | 60.000     |                      | 2.920             |

Im Beispiel lassen sich aus den Angaben der letzten Tabellenzeilen für beide Stadtteile A und B schließlich identische direkt altersstandardisierte Erkrankungsraten von 4,87 % (bzw. von 48,7 Erkrankten je 1.000 Einwohner) durch Teilen der errechneten fiktiven Erkranktenzahlen (2.920) durch die Gesamtzahl der Personen in der Standardpopulation (60.000) berechnen. Die eingangs genannten Unterschiede der „rohen“ Erkrankungsraten zwischen den beiden Stadtteilen A und B resultieren in diesem Beispiel also ausschließlich aus der unterschiedlichen Altersstruktur der Stadtteile A und B.
Im aufgeführten einfachen Beispiel hätte bereits ein kurzer Blick auf die altersgruppenspezifischen Erkrankungsraten aus beiden Stadtteilen genügt, um deren übereinstimmende Werte zu entdecken und damit die Altersunterschiede der Populationen als Ursache für unterschiedliche Erkrankungshäufigkeiten zu identifizieren. In der Praxis wird bei Standardisierungen jedoch oftmals erheblich feiner differenziert (z. B. 20 Altersgruppe, jeweils für Männer und Frauen), eine größere Zahl von Populationen (z. B. 16 Bundesländer) sowie eine größere Zahl von Maßzahlen (z. B. Erkrankungsraten zu unterschiedlichen Diagnosen) betrachtet. In entsprechenden Fällen können standardisierte Einzelwerte Vergleiche erheblich erleichtern, Darstellungen aller Maßzahlen zu allen Subgruppen jeweils mit geschlechts- und altersspezifischen Werten wären insbesondere bei Print-Veröffentlichungen kaum möglich.

### Standardpopulationen für direkte Standardisierungen
Die Auswahl einer Standardpopulation hängt von den betrachteten Populationen, den beabsichtigten Vergleichen und der geplanten Verwendung der Ergebnisse ab. Sie ist in gewissem Rahmen immer willkürlich und kann Ergebnisse und deren Interpretation beeinflussen. Für Ergebnisse, die auf internationaler Ebene verglichen werden sollen, existieren eine Reihe von Vorschlägen zu fiktiven Standardpopulationen, die beispielsweise von der World Health Organization (WHO) oder Eurostat bereitgestellt werden. Sollen auf der Basis einer Studie Aussagen zu aktuellen nationalen Maßzahlen gemacht werden (z. B. zu Erkrankungsraten in Deutschland), kann eine direkte Standardisierung entsprechend der aktuellen Geschlechts- und Altersstruktur der betrachteten Nation hilfreich sein, sofern in der Erhebung der Studie die Geschlechts- und Altersgruppen nicht ohnehin repräsentativ abgebildet sind. Geht es im Rahmen einer Studie ausschließlich um Vergleiche standardisierter Maßzahlen aus Subgruppen der Studienpopulation, kann zur direkten Standardisierung auch ein Rückgriff auf Strukturangaben zur betrachteten Gesamtstudienpopulation sinnvoll sein.

## Indirekte Standardisierung

### Ziel und Voraussetzungen
Auch mit der indirekten Altersstandardisierung sollen vergleichende Bewertungen von Ergebnissen zu (Sub-)Populationen ermöglicht werden, welche sich hinsichtlich ihrer real beobachteten Altersstrukturen unterscheiden. In der Regel wird die indirekte Standardisierung vorrangig bei Auswertungen zu kleineren Subpopulationen verwendet, bei denen gleichzeitig detailliertere Daten zu einer übergeordneten Gesamtpopulation verfügbar sind (beispielsweise bei Auswertungen zu regionalen Kreisen in Deutschland, bei denen gleichzeitig bundesweit erhobene Daten vorliegen).
Voraussetzung für eine indirekte Altersstandardisierung ist die Verfügbarkeit von separat ermittelten Maßzahlen zu allen berücksichtigten Altersgruppen lediglich für die Referenz- bzw. Gesamtpopulation. Zu den betrachteten Subpopulationen müssen nur Angaben zu deren Altersstruktur sowie altersübergreifend ermittelte Ergebnisse bzw. Maßzahlen bekannt sein, einzelne Altersgruppen dürfen in den Subpopulationen auch schwach besetzt sein oder gänzlich fehlen. Als Einschränkung kann bei einer indirekten Standardisierung gelten, dass primär nur relative Abweichungen von Maßzahlen in Subpopulationen zu den Ergebnissen aus der Gesamtpopulation ermittelt werden. Vergleiche zwischen den Subpopulationen sind nur unter bestimmten Voraussetzungen und Annahmen legitim.

### Vorgehen
Für die Berechnung indirekt altersstandardisierter Maßzahlen werden für alle Subpopulationen, neben den altersübergreifend beobachteten Ergebnissen, erwartete Ergebnisse ermittelt, die unter Zugrundelegung der realen Altersstruktur der Subpopulation resultieren würde, wenn in einzelnen Altersgruppen genau die altersspezifischen Maßzahlen der Gesamtpopulation gelten würden. Aus den beobachteten und erwarteten Ergebnissen werden schließlich Quotienten berechnet, die das primäre Ergebnis der direkten Standardisierung bilden (vgl. Beispiel; ein Wert von 1,00 resultiert, sofern sich beobachtete und erwartete Ergebnisse nicht unterscheiden, Werte größer als 1 resultieren, wenn Werte in der Subpopulation höher als altersspezifisch erwartet liegen, Werte kleiner als 1 sofern beobachtete Ergebnisse niedriger als die erwarteten Werte liegen). Handelt es sich bei den Berechnungen um Auswertungen zur Sterblichkeit, werden diese Quotienten als standardisiertes Mortalitätsverhältnis (engl.: Standardized Mortality Ratio, SMR) bezeichnet.

### Berechnungsbeispiel
Zunächst müssen für die Gesamtpopulation Erkrankungsraten in einzelnen Altersgruppen berechnet werden (im vorliegenden Beispiel altersspezifische Ergebnisse aus zusammengefassten Daten zu den Stadtteilen A und B).
| Alter     | Einwohner | Erkrankte | je 1.000 AB |
| --------- | --------- | --------- | ----------- |
| 0 bis 49  | 32.000    | 320       | 10          |
| 50 bis 64 | 16.000    | 800       | 50          |
| ab 65     | 12.000    | 1.800     | 150         |

Unter Zugrundelegung der altersspezifischen Erkrankungsraten in der Gesamtpopulation (hier Stadtteil A+B) werden erwartete Erkranktenzahlen in den Subpopulationen (hier Stadtteil A sowie Stadtteil B) berechnet.
| Alter     | Einwohner A | je 1.000 AB | Erkrankte A erwartet |
| --------- | ----------- | ----------- | -------------------- |
| 0 bis 49  | 20.000      | 10          | 200                  |
| 50 bis 64 | 8.000       | 50          | 400                  |
| ab 65     | 2.000       | 150         | 300                  |
| Gesamt    | 30.000      | 30          | 900                  |

| Alter     | Einwohner B | je 1.000 AB | Erkrankte B erwartet |
| --------- | ----------- | ----------- | -------------------- |
| 0 bis 49  | 12.000      | 10          | 120                  |
| 50 bis 64 | 8.000       | 50          | 400                  |
| ab 65     | 10.000      | 150         | 1.500                |
| Gesamt    | 30.000      | 67,3        | 2.020                |

Aus den beobachteten sowie den erwarteten Erkrankungszahlen in den Subpopulationen A sowie B werden schließlich Quotienten berechnet:
Subpopulation A: Erkrankte A / Erkrankte A erwartet = 900/900 = 1,00
Subpopulation B: Erkrankte B / Erkrankte B erwartet = 2020/2020 = 1,00
Die Quotienten mit dem Wert 1,00 als Ergebnis der indirekten Altersstandardisierung belegen sowohl für die Subpopulation A als auch für die Subpopulation B, dass sich die Erkrankungsraten in den beiden Populationen A und B nicht von der Gesamtpopulation (hier A und B) unterscheiden, sofern die Effekte der unterschiedlichen Altersstruktur im Rahmen der indirekten Altersstandardisierung berücksichtigt werden.